# Ett hemligt giftermål
Ett hemligt giftermål è un film del 1912 diretto da Victor Sjöström, al suo debutto come regista.
Film debutto per Hilda Borgström e Greta Almroth.

## Trama
Segreti di una famiglia benestante e sulle confessioni di Georg, al padre in punto di morte.